# Pasil
Pasil est une municipalité de la province de Kalinga, aux Philippines.Selon le recensement de 2010, la ville comprend 9 626 habitants.